# Mascarinus mascarinus
El loro de las Mascareñas (Mascarinus mascarinus) es una especie extinta de loro, la única de su género, que se extinguió a principios del siglo XIX. Sólo habitaba la isla de Reunión. Fue descrita por numerosos viajeros que llegaron a la isla, e incluso se tienen informes de aves enviadas cautivas a Francia a finales del siglo XVIII. Esta ave desapareció debido a su caza indiscriminada. El último informe de estas aves en libertad data de la década de 1770, y las aves cautivas en París debieron morir por esa época también. No obstante, al menos un ejemplar sobrevivió en el zoológico del rey de Baviera hasta 1834.
Nada se conoce sobre la biología de estas aves, salvo que se encontraban en bosques deshabitados donde se alimentaban de nueces y frutas.

## Taxonomía
|  | Coracopsis vasa drouhardii (oeste de Madagascar) |
|  |                                                  |
|  | Coracopsis vasa vasa (este de Madagascar)        |
|  |                                                  |

|  | Coracopsis nigra siblans (Comores)                                                                                    |
|  | |
|  | \| \| Coracopsis nigra (este de Madagascar) \| \| \| \| \| \| Coracopsis nigra libs (oeste de Madagascar) \| \| \| \| |
|  | |
|  | Coracopsis nigra (este de Madagascar)                                                                                 |
|  | |
|  | Coracopsis nigra libs (oeste de Madagascar)                                                                           |
|  | |

|  | Coracopsis nigra (este de Madagascar)       |
|  |                                             |
|  | Coracopsis nigra libs (oeste de Madagascar) |
|  |                                             |

|  | Coracopsis nigra siblans (Comores)                                                                                    |
|  | |
|  | \| \| Coracopsis nigra (este de Madagascar) \| \| \| \| \| \| Coracopsis nigra libs (oeste de Madagascar) \| \| \| \| |
|  | |
|  | Coracopsis nigra (este de Madagascar)                                                                                 |
|  | |
|  | Coracopsis nigra libs (oeste de Madagascar)                                                                           |
|  | |

|  | Coracopsis nigra (este de Madagascar)       |
|  |                                             |
|  | Coracopsis nigra libs (oeste de Madagascar) |
|  |                                             |

|  | Coracopsis nigra siblans (Comores)                                                                                    |
|  | |
|  | \| \| Coracopsis nigra (este de Madagascar) \| \| \| \| \| \| Coracopsis nigra libs (oeste de Madagascar) \| \| \| \| |
|  | |
|  | Coracopsis nigra (este de Madagascar)                                                                                 |
|  | |
|  | Coracopsis nigra libs (oeste de Madagascar)                                                                           |
|  | |

|  | Coracopsis nigra (este de Madagascar)       |
|  |                                             |
|  | Coracopsis nigra libs (oeste de Madagascar) |
|  |                                             |

|  | Coracopsis nigra siblans (Comores)                                                                                    |
|  | |
|  | \| \| Coracopsis nigra (este de Madagascar) \| \| \| \| \| \| Coracopsis nigra libs (oeste de Madagascar) \| \| \| \| |
|  | |
|  | Coracopsis nigra (este de Madagascar)                                                                                 |
|  | |
|  | Coracopsis nigra libs (oeste de Madagascar)                                                                           |
|  | |

|  | Coracopsis nigra (este de Madagascar)       |
|  |                                             |
|  | Coracopsis nigra libs (oeste de Madagascar) |
|  |                                             |

|  | Coracopsis vasa drouhardii (oeste de Madagascar) |
|  |                                                  |
|  | Coracopsis vasa vasa (este de Madagascar)        |
|  |                                                  |

|  | Coracopsis nigra siblans (Comores)                                                                                    |
|  | |
|  | \| \| Coracopsis nigra (este de Madagascar) \| \| \| \| \| \| Coracopsis nigra libs (oeste de Madagascar) \| \| \| \| |
|  | |
|  | Coracopsis nigra (este de Madagascar)                                                                                 |
|  | |
|  | Coracopsis nigra libs (oeste de Madagascar)                                                                           |
|  | |

|  | Coracopsis nigra (este de Madagascar)       |
|  |                                             |
|  | Coracopsis nigra libs (oeste de Madagascar) |
|  |                                             |

|  | Coracopsis nigra siblans (Comores)                                                                                    |
|  | |
|  | \| \| Coracopsis nigra (este de Madagascar) \| \| \| \| \| \| Coracopsis nigra libs (oeste de Madagascar) \| \| \| \| |
|  | |
|  | Coracopsis nigra (este de Madagascar)                                                                                 |
|  | |
|  | Coracopsis nigra libs (oeste de Madagascar)                                                                           |
|  | |

|  | Coracopsis nigra (este de Madagascar)       |
|  |                                             |
|  | Coracopsis nigra libs (oeste de Madagascar) |
|  |                                             |

|  | Coracopsis nigra siblans (Comores)                                                                                    |
|  | |
|  | \| \| Coracopsis nigra (este de Madagascar) \| \| \| \| \| \| Coracopsis nigra libs (oeste de Madagascar) \| \| \| \| |
|  | |
|  | Coracopsis nigra (este de Madagascar)                                                                                 |
|  | |
|  | Coracopsis nigra libs (oeste de Madagascar)                                                                           |
|  | |

|  | Coracopsis nigra (este de Madagascar)       |
|  |                                             |
|  | Coracopsis nigra libs (oeste de Madagascar) |
|  |                                             |

|  | Coracopsis nigra siblans (Comores)                                                                                    |
|  | |
|  | \| \| Coracopsis nigra (este de Madagascar) \| \| \| \| \| \| Coracopsis nigra libs (oeste de Madagascar) \| \| \| \| |
|  | |
|  | Coracopsis nigra (este de Madagascar)                                                                                 |
|  | |
|  | Coracopsis nigra libs (oeste de Madagascar)                                                                           |
|  | |

|  | Coracopsis nigra (este de Madagascar)       |
|  |                                             |
|  | Coracopsis nigra libs (oeste de Madagascar) |
|  |                                             |

|  | Coracopsis vasa drouhardii (oeste de Madagascar) |
|  |                                                  |
|  | Coracopsis vasa vasa (este de Madagascar)        |
|  |                                                  |

|  | Coracopsis nigra siblans (Comores)                                                                                    |
|  | |
|  | \| \| Coracopsis nigra (este de Madagascar) \| \| \| \| \| \| Coracopsis nigra libs (oeste de Madagascar) \| \| \| \| |
|  | |
|  | Coracopsis nigra (este de Madagascar)                                                                                 |
|  | |
|  | Coracopsis nigra libs (oeste de Madagascar)                                                                           |
|  | |

|  | Coracopsis nigra (este de Madagascar)       |
|  |                                             |
|  | Coracopsis nigra libs (oeste de Madagascar) |
|  |                                             |

|  | Coracopsis nigra siblans (Comores)                                                                                    |
|  | |
|  | \| \| Coracopsis nigra (este de Madagascar) \| \| \| \| \| \| Coracopsis nigra libs (oeste de Madagascar) \| \| \| \| |
|  | |
|  | Coracopsis nigra (este de Madagascar)                                                                                 |
|  | |
|  | Coracopsis nigra libs (oeste de Madagascar)                                                                           |
|  | |

|  | Coracopsis nigra (este de Madagascar)       |
|  |                                             |
|  | Coracopsis nigra libs (oeste de Madagascar) |
|  |                                             |

|  | Coracopsis nigra siblans (Comores)                                                                                    |
|  | |
|  | \| \| Coracopsis nigra (este de Madagascar) \| \| \| \| \| \| Coracopsis nigra libs (oeste de Madagascar) \| \| \| \| |
|  | |
|  | Coracopsis nigra (este de Madagascar)                                                                                 |
|  | |
|  | Coracopsis nigra libs (oeste de Madagascar)                                                                           |
|  | |

|  | Coracopsis nigra (este de Madagascar)       |
|  |                                             |
|  | Coracopsis nigra libs (oeste de Madagascar) |
|  |                                             |

|  | Coracopsis nigra siblans (Comores)                                                                                    |
|  | |
|  | \| \| Coracopsis nigra (este de Madagascar) \| \| \| \| \| \| Coracopsis nigra libs (oeste de Madagascar) \| \| \| \| |
|  | |
|  | Coracopsis nigra (este de Madagascar)                                                                                 |
|  | |
|  | Coracopsis nigra libs (oeste de Madagascar)                                                                           |
|  | |

|  | Coracopsis nigra (este de Madagascar)       |
|  |                                             |
|  | Coracopsis nigra libs (oeste de Madagascar) |
|  |                                             |

|  | Coracopsis vasa drouhardii (oeste de Madagascar) |
|  |                                                  |
|  | Coracopsis vasa vasa (este de Madagascar)        |
|  |                                                  |

|  | Coracopsis nigra siblans (Comores)                                                                                    |
|  | |
|  | \| \| Coracopsis nigra (este de Madagascar) \| \| \| \| \| \| Coracopsis nigra libs (oeste de Madagascar) \| \| \| \| |
|  | |
|  | Coracopsis nigra (este de Madagascar)                                                                                 |
|  | |
|  | Coracopsis nigra libs (oeste de Madagascar)                                                                           |
|  | |

|  | Coracopsis nigra (este de Madagascar)       |
|  |                                             |
|  | Coracopsis nigra libs (oeste de Madagascar) |
|  |                                             |

|  | Coracopsis nigra siblans (Comores)                                                                                    |
|  | |
|  | \| \| Coracopsis nigra (este de Madagascar) \| \| \| \| \| \| Coracopsis nigra libs (oeste de Madagascar) \| \| \| \| |
|  | |
|  | Coracopsis nigra (este de Madagascar)                                                                                 |
|  | |
|  | Coracopsis nigra libs (oeste de Madagascar)                                                                           |
|  | |

|  | Coracopsis nigra (este de Madagascar)       |
|  |                                             |
|  | Coracopsis nigra libs (oeste de Madagascar) |
|  |                                             |

|  | Coracopsis nigra siblans (Comores)                                                                                    |
|  | |
|  | \| \| Coracopsis nigra (este de Madagascar) \| \| \| \| \| \| Coracopsis nigra libs (oeste de Madagascar) \| \| \| \| |
|  | |
|  | Coracopsis nigra (este de Madagascar)                                                                                 |
|  | |
|  | Coracopsis nigra libs (oeste de Madagascar)                                                                           |
|  | |

|  | Coracopsis nigra (este de Madagascar)       |
|  |                                             |
|  | Coracopsis nigra libs (oeste de Madagascar) |
|  |                                             |

|  | Coracopsis nigra siblans (Comores)                                                                                    |
|  | |
|  | \| \| Coracopsis nigra (este de Madagascar) \| \| \| \| \| \| Coracopsis nigra libs (oeste de Madagascar) \| \| \| \| |
|  | |
|  | Coracopsis nigra (este de Madagascar)                                                                                 |
|  | |
|  | Coracopsis nigra libs (oeste de Madagascar)                                                                           |
|  | |

|  | Coracopsis nigra (este de Madagascar)       |
|  |                                             |
|  | Coracopsis nigra libs (oeste de Madagascar) |
|  |                                             |

Un estudio genético de 2011 situó al loro de las Mascareñas de Reunión entre las subespecies del loro negro (Coracopsis nigra) de Madagascar e islas cercanas, y por lo tanto no estaría emparentado con las cotorras de Psittacula como se creía. Se descubrió que el linaje del loro de las Mascareñas se separó hace entre 4,6 y 9 millones de años, antes de la formación de la isla de Réunion, lo que indicaba que debía haber ocurrido en alguna otra parte.
Otro grupo de científicos reconoció posteriormente el hallazgo, pero señaló que la muestra podría haber estado deteriorada, y que era necesario realizar más pruebas antes de que resolver el tema por completo. Además apuntaron que si se confirmaba que Mascarinus debía incluirse en el género Coracopsis, este último nombre es menos antiguo y deberían todos denominarse por el primero que es más antiguo. Hume expresó su sorpresa por este descubrimiento, por las similitudes anatómicas que presentaba el loro de las Mascareñas con las demás especies del archipiélago que se cree pertenecen a psittaculini.